# Charles Lockhart-Ross (7e baronnet)
Charles Lockhart-Ross, 7e baronnet (vers 1763 - 8 février 1814), est un propriétaire terrien écossais, homme politique et officier de l'armée britannique.

## Biographie
Il est le fils aîné de John Lockhart-Ross, de Balnagown et d'Elizabeth Baillie, fille de Robert Dundas d’Édimbourg. Il succède à son père comme 7e baronnet le 9 juin 1790.
Il rejoint l'armée en 1780 en tant que cornet dans le 7e dragons et atteint le rang de lieutenant général en 1805. Vers la fin de sa carrière militaire, il est nommé colonel du 86e Régiment de fantassins (The Leinster) en 1806, avant d'être muté colonel du 37e Régiment de fantassins (North Hampshire), poste qu'il occupe jusqu'à mort en 1814.
Il est également un riche propriétaire terrien car sa mère lui a légué de vastes domaines, tant dans le Lanarkshire que dans Ross-shire, ce dernier lui donnant le contrôle du bourg royal de Tain. Il est élu lors d'une élection partielle en juin 1786 en tant que député du district de Tain à Burghs et est réélu en 1790. En 1796, il est réélu pour Ross-shire, puis à nouveau en 1802. Lors des élections de 1806, il est réélu dans les Burghs de Linlithgow, où il est battu en 1807.
Il se marie à deux reprises, la première fois en 1788, avec Matilda Theresa, fille de James Lockhart-Wishart de Lanarkshire, comte du Saint-Empire romain germanique et officier de l'armée autrichienne. Après sa mort en 1791, il se remarie en 1799 avec Mary Rebecca Fitzgerald, fille de William FitzGerald (2e duc de Leinster). Il a un fils décédé jeune, une fille du premier mariage et deux fils et cinq filles au second. Son fils, Charles William Frederick Augustus Lockhart-Ross, 8e baronnet, lui succède.